# Richard Byrd
Richard Leslie "Dick" Byrd (Shiloh, Indiana, 16 de maig de 1892 – 20 de juny de 1958) va ser un atleta estatunidenc, especialista en el llançament de disc, i jugador de beisbol que va competir a començaments del segle xx.
El 1912 va prendre part en els Jocs Olímpics d'Estocolm, on va disputar quatre proves del programa d'atletisme. En el llançament de disc guanyà la medalla de plata, rere el finlandès Armas Taipale. En el salt d'alçada aturat fou quart, vuitè en el salt de llargada aturat i dissetè en el llançament de disc a dues mans. En aquests mateixos Jocs va prendre part en la competició de beisbol, esport que en aquella edició fou de demostració.